# 萬隆 (臺北市)
萬隆是位於臺灣臺北市文山區的地名，指
- 景美  萬隆站 附近的萬盛地區北部（萬隆段、萬隆里）
- 木柵  萬芳社區站 附近曾有的萬隆煤礦

## 萬隆段
位於臺北市景美西側萬盛地區北部的萬年、萬和、萬隆里及景仁、景慶里在景福街北段以西的一小部分。

## 萬隆里
位於臺北市景美西側萬盛地區北部。原屬深坑鄉萬盛村，1950年自萬盛劃出獨立為景美鎮萬隆里，現分為萬祥、萬有、萬隆3里。

## 萬隆站
位於臺北市景美西側的萬盛地區北部的萬隆里、萬祥里之間，在羅斯福路景隆街口一帶曾設有鐵路萬隆車站，為過去煤礦貨運的集散地，現在於原車站北邊的羅斯福路地下設有捷運萬隆站。

## 萬隆煤礦
位於臺北市木柵萬芳次分區的萬美里（ 萬芳社區站附近），入口在萬芳路64巷底，於1952年開業，1985年撤銷公司登記。過去煤礦主要運往十五分火車站（臺鐵萬隆車站）附近的儲煤場，再往外運輸。